# Brandon Perea
Brandon Perea (Chicago, 25 maggio 1995) è un attore statunitense.
È noto soprattutto per aver interpretato il personaggio di Alfonso Sosa nella serie televisiva The OA e per il suo ruolo nel film Nope di Jordan Peele del 2022.

## Biografia
Perea è nato e cresciuto a Chicago, e ha origini filippine e portoricane. All'età di 16 anni si trasferì a Los Angeles in cerca di fortuna. Oltre all'attività di attore, Perea è un appassionato di danza e di break dance, in particolare di jamskating, che consiste nell'esecuzione di passi di breakdance sui pattini a rotelle.

## Filmografia

### Cinema
- Dance Camp, regia di Bertie Ellwood e Amber Templemore (2016)
- How Far, regia di Alexis Ostrander - cortometraggio (2019)
- Oh, Sorry, regia di Justin Giddings e Ryan Patrick Welsh - cortometraggio (2020)
- American Insurrection, regia di William Sullivan (2021)
- Delivery, regia di Brendan Meyer - cortometraggio (2021)
- Nope, regia di Jordan Peele (2022)
- Amp House Massacre, regia di Dame Pierre e Mike Ware (2024)
- Twisters, regia di Lee Isaac Chung (2024)
- A Big Bold Beautiful Journey - Un viaggio straordinario (A Big Bold Beautiful Journey), regia di Kogonada (2025)

### Televisione
- The OA – serie TV, 12 episodi (2016-2019)
- Doom Patrol – serie TV, episodio 2x02 (2020)
- Laid – serie TV, episodi 1x03-1x04 (2024)
- Poker Face – serie TV, episodio 2x05 (2025)